# Cafe mocha 〜うたの木〜
『Café mocha 〜うたの木〜』（カフェ・モカ うたのき）は、2002年3月20日にリリースされた渡辺美里初のカバー・アルバム。

## 解説
- 邦楽、洋楽のカバー曲が収録されている。

- 渡辺がリリースしたアルバムでは初となる、ジャケットにイラストが使用されている。

## 収録曲
1. Do you really want to hurt me（君は完璧さ）
作詞・作曲：George O'Dowd/Jon Moss/Micheal Craig/Roy Hay、編曲：金子隆博
  - カルチャー・クラブの楽曲。
2. やさしく歌って 〜Killing me softly with his song〜
作詞：Norman Gimbel、作曲：Charles Fox、編曲：井上ヨシマサ
  - ロバータ・フラックの楽曲。先行シングルとしてリリースされた。
3. 蘇州夜曲
作詞：西條八十、作曲：服部良一、編曲：金子隆博
  - 二胡奏者のチェン・ミンがレコーディングに参加している。
4. We're all alone
作詞・作曲：Boz Scaggs、編曲：クリヤ・マコト
  - ボズ・スキャッグスの楽曲。
5. 闇夜の国から
作詞・作曲：井上陽水、編曲：コンダキヨト&大井洋輔
  - 井上陽水の楽曲。
6. Eternal flame
作詞・作曲：Billy Steinberg/Susanna Hoffs/Tom Kelly、編曲：佐橋佳幸
  - バングルスの楽曲。
7. 恋のバカンス
作詞：岩谷時子、作曲：宮川泰、編曲：金子隆博
  - ザ・ピーナッツの楽曲。
8. あなたのとりこ〜Irrésistiblement〜
作詞：Jean Gaston Renard、作曲：Georges Aber、編曲：クリヤ・マコト
  - シルヴィ・ヴァルタンの楽曲。
9. 悲しくてやりきれない
作詞：サトウハチロー、作曲：加藤和彦、編曲：斉藤恒芳
  - ザ・フォーク・クルセダーズの楽曲。
10. 翼をください
作詞：山上路夫、作曲：村井邦彦、編曲：金子隆博
  - 「やさしく歌って 〜Killing me softly with his song〜」のカップリング曲。
11. Moon river
作詞：John H. Mercer、作曲：Henry Nicola Mancini、編曲：斉藤恒芳
  - オードリー・ヘプバーンの楽曲[1]。